# Парламентські вибори в Україні 2025
Парламентські вибори в Україні 2025 — вибори народних депутатів Верховної Ради України X скликання, які відбудуться у 2025 році або пізніше, після закінчення війни. 
Виборчий процес згідно з Виборчим кодексом повинен розпочатись не пізніше одного місяця з дня припинення або скасування воєнного стану.
Через повномасштабне російське вторгнення та запровадження Президентом та Верховною Радою воєнного стану в державі, під час якого проведення виборів заборонене, парламентські вибори не відбулись у передбачену дату чергових виборів, 29 жовтня 2023 року. 27 липня 2023 року Верховна Рада України затвердила продовження дії воєнного стану до 16 листопада 2023 року. 26 липня відповідний указ про продовження дії воєнного стану підписав Президент України. 
Як вказують правники, продовження дії воєнного стану до кінця 2023 року також означає виникнення проблеми, пов'язаної із президентськими виборами 2024 року в Україні — як саме провести президентську кампанію у передбачені строки чергових президентських виборів, та парламентські вибори, строки яких посунув воєнний стан, при тому, що Виборчий кодекс України зобов’язує розпочати виборчий процес не пізніше місяця з дня припинення або скасування воєнного стану.

## Дата виборів
В інтерв'ю BBC 22 червня 2023 року Президент Володимир Зеленський висловив надію на проведення виборів у 2024 році. Спікер Верховної Ради Руслан Стефанчук в інтерв'ю Українській Правді 19 червня 2023 року роз'яснює:
| Ліві лапки | ... законодавство України передбачає, що під час воєнного стану проведення будь-яких виборів неможливе. І це логічно. Бо ми не знаємо, як організувати голосування для майже 7 мільйонів, які знаходяться за межами України. Ми не знаємо, як організувати голосування для тих регіонів, які тимчасово окуповані. Ми не знаємо, як забезпечити належне представництво, явку інших громадян під час дії воєнного стану і чи не будуть виборчі об'єкти атакуватися. Тому, мені здається, дуже мудре рішення закладено в законодавстві України, що під час воєнного стану вибори проводитися не можуть. | Праві лапки |

## Виборча система
З 1 січня 2020 року в Україні набрав чинності новий Виборчий кодекс. Він передбачає пропорційну систему виборів та гарантує гендерний баланс. Вибори здійснюватимуться на засадах пропорційної системи відповідно до єдиних списків кандидатів в депутати в загальнонаціональному виборчому окрузі, з яких формуватимуться регіональні виборчі списки кандидатів у депутати від партій. Перші 9 кандидатів партійного списку партії, що подолала 5-відсотковий бар'єр, гарантовано потрапляють до парламенту.

## Політичні партії
Список парламентських фракцій у ВРУ станом на лютий 2022 року:
| Фракція, група | Фракція, група                  | Депутатів |
| -------------- | ------------------------------- | --------- |
|                | Слуга народу                    | 237       |
|                | Європейська Солідарність        | 27        |
|                | Батьківщина                     | 24        |
|                | Голос                           | 20        |
|                | Депутатська група «За майбутнє» | 18        |
|                | Депутатська група «Довіра»      | 18        |
|                | Позафракційні                   | 61        |
|                | Вакантні                        | 45        |